# Kontek
Kontek er en 170 km lang HVDC transmissionsforbindelse mellem Sjælland/Falster og Mecklenburg-Vorpommern. Navnet "Kontek" er en sammentrækning af ordene "kontinent" og det tidligere sjællandske elselskab Elkraft, der brugte forkortelsen "ek". Kontek drives i dag i fællesskab af danske Energinet.dk og tyske 50Hertz Transmission GmbH.

## Forbindelsen
Forbindelsen er fuldstændigt kabellagt og starter på den danske side i en omformerstation ved Bjæverskov, som er forbundet til det sjællandske 400 kV eltransmissionsnet. Herfra går det gennem Sjælland, krydser Storstrømmen og forsætter gennem Falster til Gedser. Fra Gedser Odde går et 43 km langt søkabel til den tyske kyst nær Warnemünde. Den tyske omformerstation befinder sig i Bentwisch nær Rostock. Forbindelsen blev sat i drift i 1995, og har en overføringseffekt på 600 MW ved en spænding på 400 kV.

## Elektrodestationer
Kontek er en enpolet forbindelse, og kræver derfor en returvej for strømmen. Ligesom ved Konti-Skan- og Skagerrak-HVDC-forbindelserne anvendes vandet som returleder, idet man herved sparer et returkabel. På den danske side er der etableret en elektrodestation ca. 2 km ud for Stevns Klint. Elektrodestationen er forbundet til Bjæverskov-stationen via et 33 km langt standard PEX-kabel på 17,5 kV. Selve elektroden består af et 2000 m² stort titan-net udlagt på havbunden.
Da elektrodestationen på den danske side virker som anode, kan der dannes klor på grund af elektrolyse af havvandet. Klordannelsen skabte i anlægsfasen bekymring hos blandt andet Danmarks Naturfredningsforening og fiskeriorganisationer. Med det valgte design af elektrodestationen, er dannelsen af klor minimeret til 1,5 tons per år. Elektrodestationen på den tyske side er en kobberring, der virker som katode, og derfor ikke udgør noget miljøproblem.